# Elephantomyia carbo
Elephantomyia carbo là một loài ruồi trong họ Limoniidae. Chúng phân bố ở miền Cổ bắc.